# Psathochóri
Psathochóri är en ort i Grekland.   Den ligger i prefekturen Nomós Kardhítsas och regionen Thessalien, i den centrala delen av landet, 220 km nordväst om huvudstaden Aten. Psathochóri ligger 108 meter över havet och antalet invånare är 328.
Terrängen runt Psathochóri är platt. Runt Psathochóri är det ganska tätbefolkat, med 52 invånare per kvadratkilometer. Närmaste större samhälle är Karditsa, 13,5 km söder om Psathochóri. Trakten runt Psathochóri består till största delen av jordbruksmark.